# Мбигу
Мбигу  (фр. Mbigou) — город в южной части Габона, на территории провинции Нгуни. Административный центр департамента Буми-Люэ.

## География
Расположен в 84 км к северо-востоку от города Нденде. Абсолютная высота — 522 метра над уровнем моря. К востоку от города находится национальный парк Биругу.

## Население
По данным на 2013 год численность населения составляет 5855 человек.
Динамика численности населения города по годам:
| 1993 | 2013 |
| ---- | ---- |
| 3000 | 5855 |

## Транспорт
Имеется небольшой аэропорт Мбигу.